# Панорама Гуйчжоу
Панорама Гуйчжоу (англ. Panorama Guizhou International Women's Road Cycling Race) — шоссейная многодневная велогонка, прошедшая по территории Китая в 2018 году.

## История
Гонка была проведена единственный раз в мае 2018 года и прошла в рамках Женского мирового шоссейного календаря UCI.
Маршрут гонки состоял из пяти этапов которые проходили в районе Дуюнь и Гуйян провинция Гуйчжоу и Илун провинция Сычуань. Протяжённость этапов была от 110 до 135 км.

## Призёры
| Год  | Победитель      | Второй       | Третий     |
| ---- | --------------- | ------------ | ---------- |
| 2018 | Шейла Гутьеррес | Даниэла Гасс | Анна Терех |